# Tu'i Malila
Tu'i Malila (c.1777–19 de mayo de 1965) fue una tortuga Astrochelys radiata que vivió en tres siglos distintos durante sus 188 años. James Cook se la regaló a la familia real de Tonga en 1777. Es la tortuga verificada más longeva en la historia.

## Historia
Después de que fuese regalada por James Cook a la familia real de Tonga en 1777, Tu'i Malila permaneció en los jardines del Palacio Real de Tonga hasta que murió por causas naturales el 19 de mayo de 1965. Esto significa que cuando la tortuga murió tenía 188 años, por lo que es considerada la tortuga más vieja del mundo. Si bien hay quienes dudaron de la veracidad de su longevidad, es poco probable que la tortuga se hubiese muerto antes y hubiera sido suplantada por otra, dado que la especie a la que pertenece, Geochelone radiata, solo se encuentra en Madagascar y es muy rara en la naturaleza.

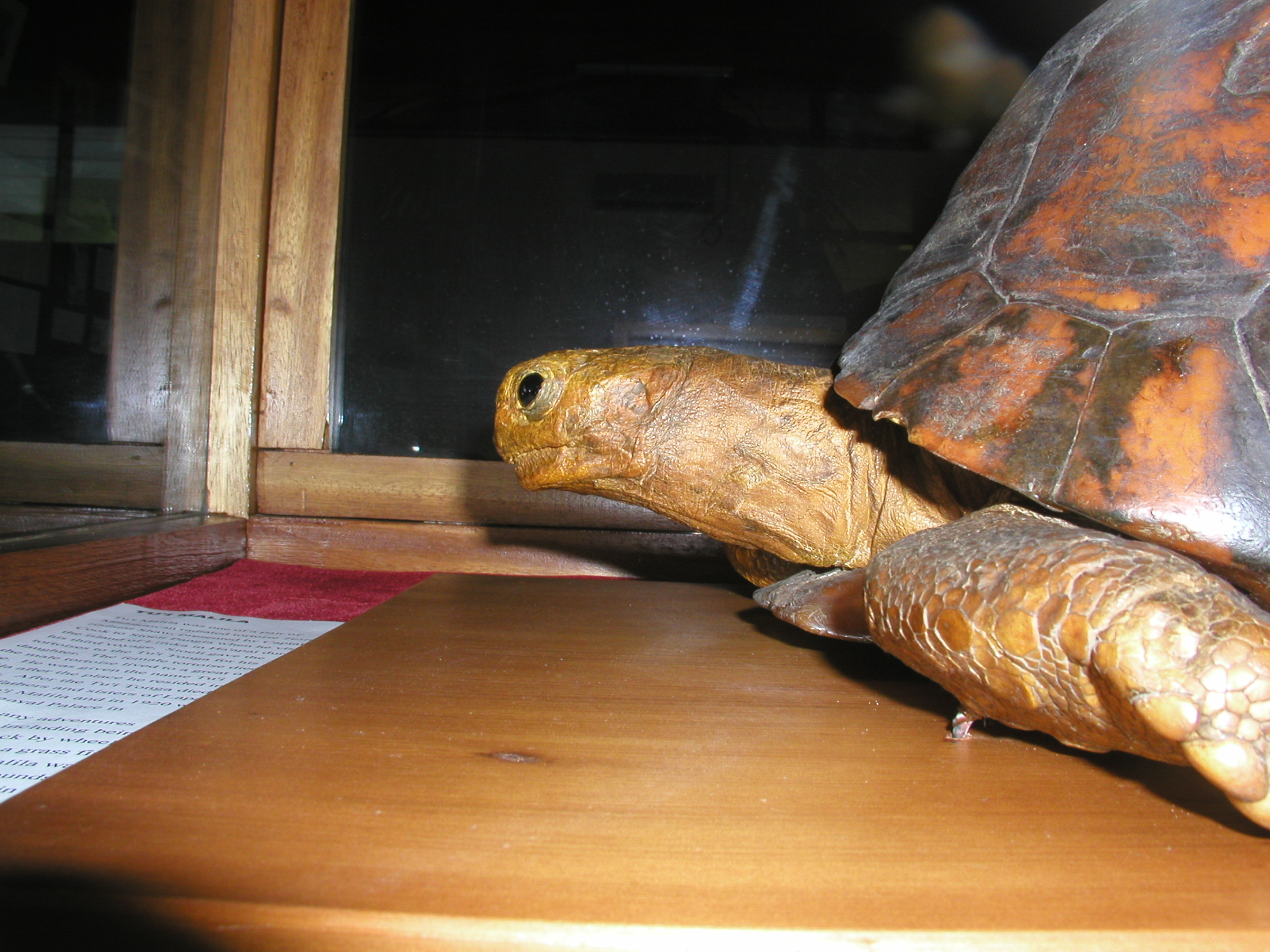
Una foto del cuerpo conservado de la tortuga (2003).

«Tu'i» significa «Rey», y para la época en que Cook arribó, el Tu'i Tonga se llamaba Malila. En una ceremonia de Cacique de Tonga recibió el título de «Tu'imalila» —rey de los malila— y desde entonces en ceremonias oficiales era colocada junto a los otros jefes y caciques.
Tenía guardias especiales. En los últimos años de su vida había quedado ciega durante un incendio forestal. Cuando la reina Isabel II visitó el país en 1953, lo primero que la familia real de Tonga le mostró fue la tortuga.
Se encuentra preservada en una caja de vidrio en el museo del Centro Nacional Tonga en Tongatapu.

## En la cultura popular
Tu'i Malila aparece mencionada al inicio de la novela ¿Sueñan los androides con ovejas eléctricas? (1968) de Philip K. Dick.